# Het Turkse kanon
Het Turkse kanon is een  stripverhaal uit de reeks van Jerom.

## Locaties
- Turkije, Anadoluhisarı, krater, vissersdorp, Istanboel

## Personages
- Jerom, tante Sidonia, professor Barabas, Odilon, Byzas (Turkse drager), zeerovers, bediende, dorpelingen

## Het verhaal
Professor Barabas en tante Sidonia zijn bij Anadoluhisari en gaan met een boot de Bosporus op. Ze gaan op zoek naar een uitgedoofde krater waar ooit een Turks zeeroversnest gevestigd was. Er zouden veel voorwerpen begraven liggen. Een Turkse drager biedt zijn diensten aan en reist mee. Bij de krater vinden tante Sidonia en professor Barabas inderdaad veel historische wapens en voorwerpen. Ook zien ze een reusachtig kanon en ze roepen Jerom op om te helpen. Die komt de volgende dag met de straalmotor en ook Odilon is mee. Het kanon blijkt nog geladen te zijn en het vissersdorp aan de overkant van de rivier is in gevaar als het kanon zou afgaan. Jerom gaat in Istanbul eten kopen om op krachten te komen.
's Nachts komt Odilon zeerovers tegen en waarschuwt zijn vrienden. Het blijkt om een afstammeling van sultan Abdelkrom te gaan, ze spelen elke week zeerovertje bij de krater. De zeerovers willen dat de onderzoekers binnen 24 uur vertrekken. Jerom begint aan de enorme klus het kanon uit de krater te halen als de zeerovers terug komen. Odilon valt hen aan met de straalmotor en kan ze zo verdrijven. Byzas meldt zich bij de zeerovers en biedt aan hen naar de krater te smokkelen. De mannen verstoppen zich in kruiken en tante Sidonia denkt dat het om schoonheidswijn gaat. Odilon gaat op onderzoek uit bij de kruiken en wordt door de mannen neergeslagen. Tante Sidonia vindt hem in een kruik en ze beseffen dat ze er in geluisd zijn.
Jerom kan de mannen verslaan en haalt het kanon uit de krater. Dan bedreigen de zeerovers zijn vrienden en krijgen het kanon in handen. Het kanon valt de helling af en dreigt af te gaan. Jerom kan voorkomen dat het vissersdorp vernietigd wordt en de afstammeling van de sultan biedt zijn excuses aan. Het was voor hem allemaal een spel en hij heeft nooit de bedoeling gehad mensen in gevaar te brengen. Het kanon wordt naar de Morotari-burcht gebracht voor onderzoek en zal daarna aan een museum geschonken worden.